# Telenassa prima
Telenassa prima är en fjärilsart som beskrevs av Hall 1930. Telenassa prima ingår i släktet Telenassa och familjen praktfjärilar. Inga underarter finns listade i Catalogue of Life.